# サムエル・ディ・カルミネ
サムエル・ディ・カルミネ（Samuel Di Carmine, 1988年9月29日 - ）はイタリア・トスカーナ州フィレンツェ出身のサッカー選手。USクレモネーゼ所属。ポジションはフォワード。
9歳でクラブに所属し、プルチーニ（クラブ最下部組織）在籍時からフィオレンティーナ一筋の生粋のジリアーティ（フィオレンティーナ所属選手の愛称）である。クラブが破産し、多くの下部組織の選手が放出された中でも残留し、U-19イタリア代表に招集されるまで成長したフィレンツェ期待の逸材。フィオレンティーナの未来のバンディエラ（旗手）候補とも呼ばれた。

## 経歴
2006-2007シーズン
- 開幕時にクラブとプロ契約を交わし、2006年10月25日にトリノFC戦において後半45分にレジナウドと交代し、18歳でセリエAデビューを果たす。このシーズンは下部組織であるフィオレンティーナプリマヴェーラでプレーする機会が多く、リーグ戦で13得点、トルネオ・ディ・ヴィアレッジョ及びコッパ・イタリア・プリマヴェーラでそれぞれ2得点を挙げている。

2007-2008シーズン
- 開幕前にフィオレンティーナとの契約を2012年まで延長する。2007年11月8日に行われたUEFAカップ2回戦、対IFエルフスボリ戦において後半36分にクリスティアン・ヴィエリと交代しヨーロッパデビューを果たすと、その6分後には自身初となるトップチームでの得点を挙げた。この試合はホームスタジアムであるアルテミオ・フランキで行われたため、ゴール後はディ・カルミネを幼いころから見守ったクルヴァ・フィエーゾレ（フィオレンティーナの最も熱狂的なティフォージが集まる、スタジアム北のゴール裏スタンド）に駆け寄り、その声援に応えた。

2008-2009シーズン
- 2008年7月に1年間のローンで、プレミアリーグに所属するクイーンズ・パーク・レンジャーズFCに移籍することが決まった。

2009-2010シーズン
- セリエBのガッリーポリ・カルチョにレンタルで加入。

## 所属クラブ
- ACFフィオレンティーナ 1997-2006 ※下部組織
- ACFフィオレンティーナ 2006-2010

→  クイーンズ・パーク・レンジャーズFC 2008-2009 (loan)
→  ガッリーポリ・カルチョ 2009-2010 (loan)
- フロジノーネ・カルチョ 2010-2011
- ASチッタデッラ 2011-2013
- SSユーヴェ・スタビア 2013-2015
- ペルージャ・カルチョ 2015-2019

→  ヴィルトゥス・エンテッラ 2016 (loan)
→  エラス・ヴェローナFC 2018-2019 (loan)
- エラス・ヴェローナFC 2019-2021

→  FCクロトーネ 2021
- USクレモネーゼ 2021-

この項目は、ウィキプロジェクト サッカー選手の「テンプレート」を使用しています。